# Шевченко, Сергей Васильевич (футболист)
Серге́й Васи́льевич Шевче́нко (укр. Сергій Васильович Шевченко; 4 марта 1958, Херсон — 23 марта 2024, Ялта) — советский и украинский футболист и тренер.
Награждён знаком «Почётный работник физической культуры и спорта», почётной наградой ФФУ — медалью «За заслуги», и золотой наградой ПФЛУ — «За личный вклад в развитие профессионального футбола Украины», однако в 2023 году лишён всех наград и званий и пожизненно отстранён от любой деятельности связанной с футболом.

## Карьера
Родился 4 марта 1958 года в Херсоне.

### Клубная
Выступал за команды: «Кристалл» (Херсон), СКА Одесса, «Судостроитель» (Николаев), «Грэничерул» (Глодяны), «Заря» (Бельцы), «Мелиоратор» (Каховка).

### Тренерская
В 1992 году в Каховке перешёл на тренерскую работу. В 1995—1999 годах тренировал «Кристалл». Под его руководством херсонцы за пять лет во второй лиге три раза занимали второе место и один раз первое, в 1996 году играли переходный матч с донецким «Металлургом», а в 1998 году участвовали в переходном турнире из четырёх команд за выход в первую лигу.
С 2000 по 2007 тренировал «Нефтяник». С ахтырской командой прошёл путь из второй лиги в высшую. После неудачного выступления в высшем дивизиона был отправлен в отставку.
В сентябре 2007 года по приглашению почётного президента «ИгроСервиса» Николая Паламарчука, с которым играл в херсонском «Кристалле», стал главным тренером симферопольской команды. В «ИгроСервисе» Шевченко проработал да самого расформирования клуба в 2009 году. Далее некоторое время работал тренером-консультантом в клубе «Севастополь», затем во второй раз возглавил «Нефтяник», занимавший 14-е место в первой лиге. После зимнего перерыва практически с теми же футболистами команде под руководством Шевченко удалось по итогам второго круга стать вторыми, после луцкой «Волыни». Летом 2010 года после успешной работы в первой лиге с «Нефтяником» был приглашён в команду-победительницу этого турнира — «Севастополь». В Премьер-лиге крымская команда в первых трёх матчах завоевала пять очков. Затем, после двух разгромов от «Динамо» и «Шахтёра», после поражений от донецкого «Металлурга», «Карпат» и «Волыни», а также домашней ничьи с «Ворсклой», президент клуба Александр Красильников под давлением болельщиков отправил Шевченко в отставку. С января 2011 года по 2013 год работал в тренерском штабе «Таврии».
В 2014 году получил гражданство России. В июне 2014 года был назначен главным тренером симферопольского клуба ТСК. 26 февраля 2016 года был отправлен в отставку с поста тренера «ТСК Таврия» и на следующий день занял пост старшего тренера российского клуба «Сахалин».
В конце августа 2016 года возглавил симферопольскую «Таврию», которая выступает в любительском чемпионате Украины и базируется в городе Берислав.
26 июня 2021 года возглавил МФК «Николаев».
После российского вторжения в Украину пошёл на сотрудничество с оккупационной администрацией, согласившись возглавить созданный оккупационными властями футбольный клуб «Фрегат» в Херсоне, за что контрольно-дисциплинарным комитетом УАФ был пожизненно отстранён от любой связанной с футболом деятельности. В 2023 году возглавлял херсонский клуб (несмотря на то, что Херсон к тому времени уже был освобождён подразделениями Вооруженных сил Украины) в ходе выступлений на Кубке Содружества.

### Смерть
Скончался 23 марта 2024 года в Крыму в больнице, на 67-м году жизни, причиной смерти стал инфаркт.

## Образование
Окончил Николаевский государственный педагогический институт (факультет физического воспитания) и Высшую школу тренеров в Киеве (PRO-диплом УЕФА).

## Достижения
«Кристалл»
- Победитель Второй лиги Украины: 1997/98

«Нефтяник-Укрнефть»
- Победитель Второй лиги Украины: 2000/01
- Победитель Первой лиги Украины: 2006/07